# Bon za kupovinu goriva
Bon za kupovinu benzina i dizel goriva bio je dopunsko sredstvo, ili vaučer, koji je od 1982. do 1984. godini korišćen kao obavezno ograničenje za kupovini naftinih derivata na celoj teritoriji SFR Jugoslavije, od strane jugoslovenskih građana u vreme ekonomske krize.
Svetska ekonomska kriza  osamdesetih godina dvadesetog veka uticala je i na životni standard u Jugoslaviji. 

## Preduslovi
Kada je 1979. godine svet pogodila naftna kriza prouzrokovana smanjenjem proizvodnje nafte u vreme Prvog zalivskog rata između Irana i Iraka, Jugoslavija je na nestašicu goriva prvo odgovorila uvođenjem sistema vožnje „par-nepar” 1979. godine, a potom i bonova za kupovinu goriva.
Ograničena upotreba vozila uvođenjem sistema vožnje „par-nepar”

Po uredbi od 1979. godine problem nedostatka goriva eliminisan je ograničavanjem upotrebe vozila u određenim danima, kada su automobili mogli da se koriste, odnosno danima sa parnim ili neparnim brojem na kraju registarske tablice. Iako ova mera nije dugo trajala, vozači su je dobro upamtili, jer su dok je bila na snazi ponedeljkom, sredom i petkom na ulicama mogli da budu samo automobili čiji se registarski broj završava parnim brojem, dok su ostalim danima mogli da voze oni kojima se registracija završavala na neparan broj. Ova mera je mnoge građane bacila u očaj, naroćito očeve trudnih žena i male dece koju je trebalo voziti u školu ili obdanište. Evo jednog primera: 
Žena mi je bila trudna u tom periodu i strepeo sam da će porođaj da krene na neparan dan, a registracija mi se tada završavala dvojkom - seća se Miloš Janković.
Ograničena upotreba vozila uvođenjem bonova za gorivo
Sa implementacijom bonova za gorivo započelo se na celoj teritoriji SFR Jugoslaviji po odluci Savezne vlade 1982. godine, zbog povremenih nedostataka goriva za pogon vozila. Jugoslovenske vlasti su te godine uz neprestano zaduživanje u inostranstvu, zbog nedovoljne količine naftnih derivata na tržištu bile prinuđene da usvajaju i primenjuju pored ostalih i privremene mere. Tako je u oktobru 1982. godine Savezno izvršno veće (današnja vlada) uvelo vaučere (bonove) za kupovinu benzina i dizela za privatnu i službenu upotrebu.

## Sledovanje bonova
Tokom naredne dve godine, sa nekim promenama i dopunama, vlasnicima različitih vrsta vozila i mašina, pripadao je mesečno određen broj bonova iskazan u litrima goriva. Pa je tako vlasnicima: 
- motora i motornih testera i kosilica sledovalo 5 litara goriva mesecno.
- ličnih motornih vozila pripadala vrednost bonova za nabavku 40 litara goriva mesečno,
- malih poljoprivrednih mašina i građevinskih mašina, od buldožera do miksera 500 litara

Najviše litara goriva pripadalo je vlasnicima motornih drumskih vozila preko 7 tona nosivosti i autobusa, koji su obavljali javni prevoz u drumskom saobraćaju. 
Takođe veća količina bonova pripadala je „terenskim radnicima", doktorima, veterinarima, inspektorima sa vlastitim vozilima, invalidima, kao i verskim zajednica i sveštenicima koji su koristili vozila za verske obrede. Isti slučaj je bio i sa vlasnicima traktora, registrovanih brodova i taksi vozila.
Bonovi su deljeni i strancima i migrantima koji su putovali kroz Jugoslaviju putem turističkih i komercijalnih vaučera koje je izdao Udruženje auto-moto savez Jugoslavije.

## Izgled, štampanje i distribucija bonova
Po uredbi Savezne vlade Jugoslavije štampane su dve vrste bonova — za benzin i dizel gorivo. Bonovi su štampani na filigranskom papiru sa vodenim žigom, veličine 11,8 x 4,6 cm u raznim bojama. Bonove je štampala i distribuirala štamparija Narodne banke SFRJ na Topčideru, u Beogradu.
Bonovi su izdavani u vrednostima od 5, 10, 20 i 50 litara goriva, i razlikovali su se u boji i natpisu - benzin ili dizel.
- U zaglavlju bona naveden je mesec i godina važenja, a ispod nje naziv bon na ćirilici i latinici
- Sa leve strane bona redovan je bio serijski broj pod motivom jugoslovenskog grba.
- Tekst je bio u istoj boji na četiri različita jezika i dva pisma, latinica i ćirilica.

Svaka tri meseca bonovi su distribuirani u unapred definisanim gradovima, uglavnom u sedištu lokalnih zajednica u određeno vreme.
Sa štampanjem i distribucijom bonova prestalo se 1. januara 1985. godine.